# Die Königskinder
Die Königskinder  gilt als die älteste vollständige Volksballade. Sie wurde von einem unbekannten Autor verfasst. Das genaue Erscheinungsjahr ist nicht bekannt. Sie wurde erstmals um 1563 von Valentin Fuhrmann gedruckt festgehalten.

## Aufbau
Die Ballade besteht aus 20 Strophen mit je 4 Versen.

## Handlung
Die Handlung des Gedichtes spielt im Mittelalter, da von einem „edlen Herrn“ (Str. 1), einem Ritter (Str. 16) und einer „Junckfraw“ (Jungfrau) (Str. 2) die Rede ist. Außerdem wohnen die „Junckfraw“ und der „edle Herr“ auf einer Burg (Str. 1, 2). Die Ballade handelt von einer traurigen Geschichte von einer „Junckfraw“ und einem „edlen Ritter“. Der „edle Ritter“ begehrt die „Junckfraw“ und will über den See, der zwischen den beiden Burgen liegt, „Zwischen zweyen burgen/da ist ein tieffer See; …“) (Str. 1), zu ihr herüber schwimmen, „Da schrieb er jr herüber, /er künd wol schwimmen, …“ (Str. 3). Dies gelingt ihm jedoch nicht und er ertrank im See, „da gieng dem Edlen Ritter/das Wasser in den mundt.“ (Str. 8). Als die Junckgfraw eines Tages spazieren ging, traf sie einen Fischer und bat ihn seine Angel nach dem ertrunkenen Ritter auszuwerfen, „Ach Fischer, lieber Fischer, /vnnd schlag deinen hacken zu grundt! /es ertrank sich nächten spate /ein Ritter hübsch vnd jung.“ (Str. 16). Als der Fischer den „jungen Ritter“ aus dem Wasser zog, war die „Junckfraw“ todtraurig und übergoss den toten Ritter mit Tränen. Sie zog ihren goldenen Ring ab und sagte zu dem Fischer: „… seh hin, Fischergeselle, /das sol dein eigen sein.“ (Str. 19). Danach springt sie auch in den See, damit ihretwegen kein junger Ritter mehr sterben soll, „ich spring auch in den See; /es sol vmb meinetwillen/ertrincken kein Ritter mee!“ (Str. 20).

## Inhalt
Die Königskinder
Zwischen zweyen burgen

da ist ein tieffer See;

auff der einen burge

da sitzet ein edler Herr.

Auff der andern burge

do wont ein Junckfraw fein;

sie weren gern zusammen,

ach Gott, möcht es gesein!

Da schreib er jr herüber,

er künd wol schwimmen,

und bat sie da herwider,

sie solt jm wol zünden.

Da schreib sie jm hinwider

ein freundlichen gruß

und bot jm da herwider,

sie wolt es gern thun.

Sie gieng in schneller eyle,

da sie ein Kertzenliecht fandt,

sie steckt es gar wunderbalde

an ein steinen wandt.

Stell ichs dir zu hoche,

so löschet mirs der windt;

stell ichs dirs zu nider,

so löschen dirs die Kindt.

Das merckt ein wunderböses weib:

»das liecht dunckt mich nit gut;

ich förcht, das vnser Tochter

nit wol sey behüt.

Sie nam es von der wände

vnd löschet es zu derselben stundt;

da gieng dem Edlen Ritter

das wasser in den mundt.

Ach Mutter, liebe Mutter,

erlaub mir an den See

ein wunderkleine weile,

mir thut mein häuptlein wee.

Ach Tochter, liebe Tochter,

wilt du nun an den See,

so nimb dein Jüngste schwester

mit dir spacieren an den See!

Mutter, liebe Mutter,

mein schwester ist noch ein kindt;

sie bricht die roten Rößlein ab,

die auff der heyden sind.

Ach Vatter, lieber Vatter,

erlaub mir an den See

ein wunderkleine weile,

mir thut mein häuptlein wee.

Ach Tochter, liebe Tochter,

thut dir dein häuptlein wee,

so nimm dein jungsten Bruder

mit dir spacieren an den See!

Ach Vatter, lieber Vatter,

mein bruder ist noch ein kindt;

er scheußt die kleinen waldfögelein,

die auff der heyden sind.

Die Junckfraw war behende,

sie thet ein abentgang,

sie lieff gar wunderbalde,

da sie ein Fischer fandt.

Ach Fischer, lieber Fischer,

vnnd schlag dein hacken zu grundt!

es ertranck sich nächten spate

ein Ritter hübsch vnd jung.

Der Fischer was behende,

er thet, was man jn hieß;

er schlug den edlen Ritter

den hacken in seine füß.

Er nam jn bey der mitten,

er leyt jrn in die schoß;

mit heissen trähenen

sie den Ritter vbergoß.

Was zog sie ab der hende?

von Gold ein fingerlein:

seh hin, Fischergeselle,

das sol dein eigen sein.

Nun gesegen dich, Vatter vnnd Mutter,

ich spring auch in den See;

es sol vmb meinetwillen

ertrincken kein Ritter mee!